# Trichopezizella
Trichopezizella of Franjekelkje is een geslacht van schimmels behorend tot de familie Hyaloscyphaceae. De wetenschappelijke naam van het geslacht werd voor het eerst in 1969 geldig gepubliceerd door Dennis ex Raitv..

## Soorten
- Trichopezizella horridula (Bruinharig grasfranjekelkje)
- Trichopezizella macrospora (Grootsporig franjekelkje)
- Trichopezizella nidulus (Gladharig franjekelkje)
- Trichopezizella relicina (Gewimperd franjekelkje)